# Solanidin
Solanidin ist ein Steroidalkaloid.

## Vorkommen

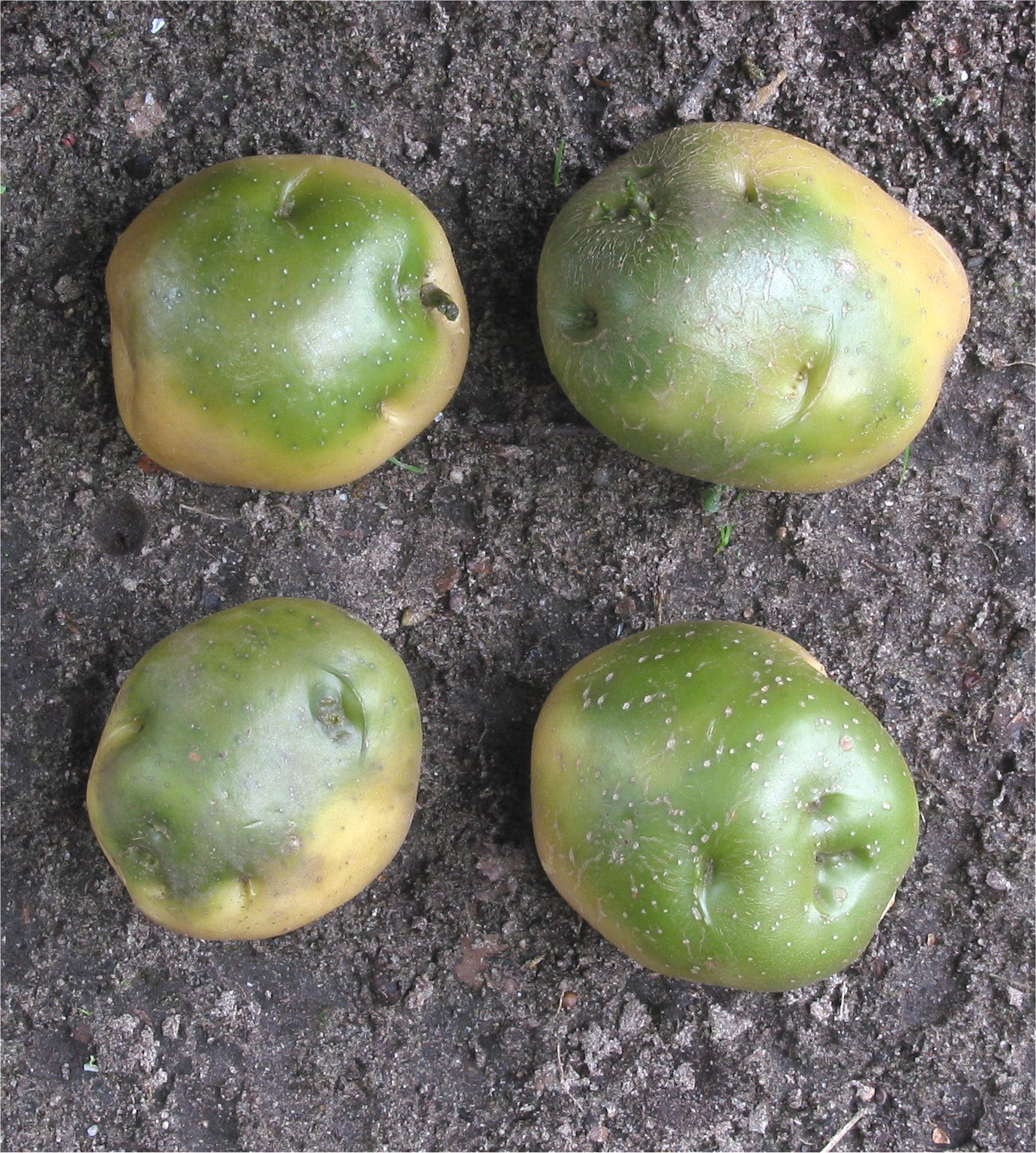
Kartoffeln enthalten die Glycoside Solanin und Chaconin, die beide als Aglycon Solanidin haben.

Solanidin ist Bestandteil der beiden Glycoalkaloide Solanin (mit der Zuckerkomponente Solatriose) und Chaconin (mit der Zuckerkomponente Chacotriose), die in der Kartoffel vorkommen.

## Synthese
Solanidin kann ausgehend von acetyliertem Diosgenin in acht Stufen gewonnen werden.

## Eigenschaften
Solanidin ist giftig. In einer Studie an Mäusen hat es zu einer Vergrößerung der Leber geführt sowie bei schwangeren Tieren zu Fehlgeburten. Die teratogene Wirkung ist aber deutlich geringer als bei den Glycosiden Solanin und Chaconin.
In einer Studie in silico zeigte Solanidin antivirale Eigenschaften gegen SARS-CoV-2.

## Verwendung
Solanidin eignet sich als Biomarker, um Genvarianten von Cytochrom P450 2D6 zu erkennen, welche eine wichtige Rolle bei der Metabolisierung von Medikamenten spielen.